# Houbal
Houbal (en arabe : هُبَل) est une divinité arabe préislamique de la Kaaba à la Mecque.

## Description
Divinité principale du panthéon de la Mecque préislamique, Houbal était connue sous le nom  de « Seigneur de la Ka'ba » . Il était probablement le père de la Triade des déesses Allât, Al-'Uzzâ et Manât[réf. nécessaire], les Filles de Houbal. En dehors de l'Arabie du sud, son nom apparaît seulement dans une inscription nabatéenne où il est associé à deux autres divinités, Dhu-al-Sharâ (ou Dusarès, en arabe : ذو الشّرى) et Manawatu (en arabe : مناة-مناواتو, équivalent arabe nabatéen de Manât). Il est d'origine assez obscure, mais on a pu rapprocher son nom de l'araméen esprit. Certains auteurs arabes modernes estiment que son nom vient de baal, appellation des dieux cananéens et phéniciens, précédé de hou, article défini dans un dialecte cananéen[Lequel ?]. Selon Muhammad ibn Ishaq (VIIIe siècle), sa statue aurait été rapportée de voyage par 'Amr ibn Luhay, descendant de Qahtan et roi du Hedjaz, à l'époque où les Khuza'a étaient responsables de la Ka'aba, et placée sur le toit de l'édifice. Il l'aurait obtenue à Moab (ibn Ishaq) ; les anciens ikhbaris (chroniqueurs oraux) citent Cham, qui englobait Moab, comme son lieu d'origine.
D'après Ibn Ishaq, la statue de la Ka'aba était une effigie anthropomorphe en cornaline ; la main droite, jadis brisée, aurait été remplacée par une main d'or par les Quraysh. Les voyageurs de retour de leur périple venaient le voir, en faisaient le tour et se rasaient la tête devant lui avant de rentrer chez eux. On pratiquait aussi devant lui une divination à l'aide de sept flèches pour les événements importants, ou quand un doute planait sur la paternité d'un enfant, qui était déterminée selon que la flèche portait la mention sarih (pur) ou mulsag (pièce rapportée).
Une tradition[Laquelle ?] rapporte qu'Abd al-Muttalib ayant promis un fils en sacrifice à Houbal qui l'avait aidé à retrouver la source Zamzam, le sort aurait tout d'abord désigné Abdallah, père de Mahomet. Sur les conseils d'une devineresse, on aurait proposé au dieu cent chameaux en échange. Après dix divinations, chacune suivie d'une augmentation du nombre des chameaux, Abdallah eut la vie sauve contre mille chameaux.
Après avoir conquis la Mecque, Mahomet aurait brisé l'idole de Houbal en même temps que les 360 autres que la Ka'aba était censée contenir.